# تپ!
تپ! (به انگلیسی: !Tap) مجله‌ای مخصوص صاحبان دستگاه‌های آی‌اواس دار شرکت اپل (آی‌فون، آی‌پد و آی‌پاد تاچ) می‌باشد. این مجله که توسط فیوچر پی‌ال‌سی چاپ می‌گردد خواهر خواندهٔ مجلهٔ مک فرمت است.